# European Border Breakers Award

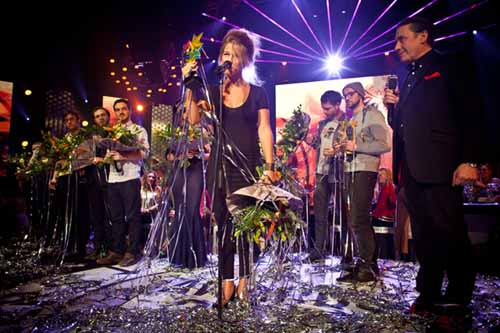
European Border Breakers Awards 2012: Selah Sue wint Public Choice Award - door Mike Breeuwer

De European Border Breakers Awards (EBBA) waren prijzen die jaarlijks werden uitgereikt aan tien jonge veelbelovende Europese artiesten die het jaar ervoor succesvol buiten de eigen landsgrenzen debuteerden. Winnaars van een European Border Breakers Award waren onder andere Adele, Tokio Hotel, The Baseballs, Zaz, Lykke Li, Milow, Katie Melua, Damien Rice, Caro Emerald, Stromae en Mumford and Sons.

## Organisatie
De EBBA's werden in 2004 door de Europese Commissie in het leven geroepen en is een prijs van de Europese Unie. De selectie en de feestelijke prijsuitreiking worden georganiseerd door Stichting Noorderslag, een organisatie wiens missie de circulatie van Europese popmuziek is.
In 2022 werden de EBBA en de MMETA samengevoegd tot tot de MME awards (Music Moves Europe).

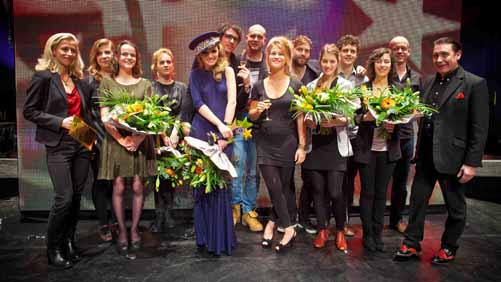
European Border Breakers Awards 2012: de winnaars - door Mike Breeuwer

## Partners
- European Broadcasting Union (EBU)[4]
- The European Talent Exchange Program (ETEP). Dit programma creëert een netwerk tussen populaire Europese muziekfestivals en stimuleert deze festivals opkomende Europese bands buiten hun eigen land te programmeren en media om aandacht te besteden aan deze bands.[5]

## Selectie winnaars
Het selecteren van de genomineerde artiesten voor de European Border Breakers Awards gebeurt  aan de hand van de volgende criteria:
- Het succes van de eerste internationale release in het afgelopen jaar in andere Europese landen dan het land van herkomst van de artiest.
- De airplay die besteed is aan een artiest door de Europese publieke (EBU) radio-omroepen.
- Het succes van de artiest op Europese festivals (ETEP) buiten zijn of haar eigen landsgrenzen.[6]

## Public Choice Award
Sinds 2010 werd aan een van de winnaars ook de 'Public Choice EBBA Award' uitgereikt. De winnaar werd bepaald aan de hand van een publieke online stemming. In 2010 won singer-songwriter Milow uit België de publieksprijs. In 2011 de rock-'n-roll band The Baseballs uit Duitsland en in 2012 Selah Sue uit België.

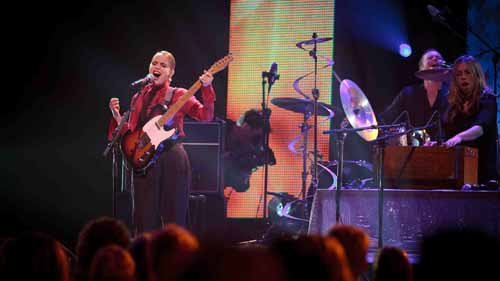
European Border Breakers Awards 2012: Anna Calvi - door Mike Breeuwer

## De Show
Sinds 2009 vond de prijsuitreiking jaarlijks plaats tijdens Eurosonic Noorderslag (The European Music and Conference Festival) in de Nederlandse stad Groningen, gepresenteerd door gastheer en muzikant Jools Holland. EBBA-winnaars traden live op tijdens de show. Winnaars uit voorgaande jaren worden uitgenodigd als speciale gasten. De ceremonie werd opgenomen door de Nederlandse publieke omroep NOS en uitgezonden door Nederland 3. De show werd jaarlijks uitgezonden op verschillende Europese televisiezenders.

## Achtergrond
De EBBA's werden geïnitieerd door de Europese Commissie in 2004. Met de prijs wilden de Europese Commissie de circulatie van Europees muzikaal talent stimuleren en de grote Europese muzikale diversiteit benadrukken. De European Border Breakers Awards werden ondersteund vanuit het Cultureel Programma (2007-2013) van de Europese Commissie, dat gericht is op het  bevorderen van grensoverschrijdende mobiliteit van kunstenaars en culturele professionals; het aanmoedigen van het transnationale verkeer van culturele en artistieke productie en het stimuleren van de interculturele dialoog.

## Winnaars van de EBBA

### 2018
| Land                | Artiest         | Single             |
| ------------------- | --------------- | ------------------ |
| Duitsland           | Alice Merton    | No Roots           |
| Finland             | Alma            | Dye My Hair        |
| België              | Blanche         | City Lights        |
| Bulgarije           | Kristian Kostov | Beautiful Mess     |
| Denemarken          | Off Bloom       | Love To Hate It    |
| Portugal            | Salvador Sobral | Amar pelos dois    |
| Noorwegen           | Sigrid          | Don't Kill My Vibe |
| Sweden              | Skott           | Glitter & Gloss    |
| Frankrijk           | The Blaze       |                    |
| Verenigd Koninkrijk | Youngr          | Out Of My System   |

Winnaar Public Choice Award: Kristian Kostov

### 2017
| Land                | Artiest            | Album |
| ------------------- | ------------------ | ----- |
| Albanië             | Era Istrefi        |       |
| Oostenrijk          | Filous             |       |
| Finland             | Jaakko Eino Kalevi |       |
| Frankrijk           | Jain               |       |
| Duitsland           | Namika             |       |
| Ierland             | Walking on Cars    |       |
| Nederland           | Natalie La Rose    |       |
| Noorwegen           | Alan Walker        |       |
| Spanje              | Hinds              |       |
| Verenigd Koninkrijk | Dua Lipa           |       |

Winnaar Public Choice Award: Dua Lipa

### 2016[12]
| Land                | Artiest                  | Album                         |
| ------------------- | ------------------------ | ----------------------------- |
| België              | Oscar and the Wolf       | Entity                        |
| Frankrijk           | Christine and the Queens | Chaleur Humaine               |
| Duitsland           | Robin Schulz             |                               |
| Ierland             | SOAK                     | Before We Forgot How to Dream |
| Letland             | Carnival Youth           | No Clouds Allowed             |
| Nederland           | Kovacs                   |                               |
| Noorwegen           | AURORA                   |                               |
| Spanje              | Álvaro Soler             | Eterno Agosto                 |
| Zweden              | Seinabo Sey              | Pretend                       |
| Verenigd Koninkrijk | Years & Years            | Communion                     |

### 2015
| Land                | Artiest            | Album                    |
| ------------------- | ------------------ | ------------------------ |
| Ierland             | Hozier             | Hozier                   |
| Frankrijk           | Indila             | Mini World               |
| Verenigd Koninkrijk | John Newman        | Tribute                  |
| Oostenrijk          | KlangKarussell     | Netzwerk                 |
| België              | Melanie De Biasio  | No Deal                  |
| Duitsland           | Milky Chance       | Sadnecessary             |
| Denemarken          | MØ                 | No Mythologies to Follow |
| Nederland           | The Common Linnets | The Common Linnets       |
| Noorwegen           | Todd Terje         | It's Album Time          |
| Zweden              | Tove Lo            | Queen of the Clouds      |

Winnaar Public Choice Award: The Common Linnets

### 2014
| Land                | Artiest       | Album                                    |
| ------------------- | ------------- | ---------------------------------------- |
| Oostenrijk          | GuGabriel     | Anima(L)                                 |
| Denemarken          | Lukas Graham  | Lukas Graham                             |
| Frankrijk           | Woodkid       | The Golden Age                           |
| Duitsland           | Zedd          | Clarity                                  |
| IJsland             | Ásgeir        | Dýrð í dauðaþögn                         |
| Ierland             | Kodaline      | In a Perfect World                       |
| Nederland           | Jacco Gardner | Cabinet of Curiosities                   |
| Noorwegen           | Envy          | The Magic Soup and the Bittersweet Faces |
| Zweden              | Icona Pop     | This Is... Icona Pop                     |
| Verenigd Koninkrijk | Disclosure    | Settle                                   |

Winnaar Public Choice Award: Kodaline

### 2013
| Land                | Artiest                   | Album                       |
| ------------------- | ------------------------- | --------------------------- |
| Denemarken          | Nabiha                    | More Cracks                 |
| Estland             | Ewert and The Two Dragons | Good Man Down               |
| Finland             | French Films              | Imaginary Future            |
| Frankrijk           | C2C                       | Tetra                       |
| IJsland             | Of Monsters and Men       | My Head Is an Animal        |
| Portugal            | Amor Electro              | Cai o Carmo e a Trindade    |
| Spanje              | Juan Zelada               | High Ceilings & Collarbones |
| Zweden              | Niki & The Dove           | Instinct                    |
| Nederland           | Dope D.O.D.               | Branded                     |
| Verenigd Koninkrijk | Emeli Sandé               | Our Version of Events       |

Winnaar Public Choice Award: C2C

### 2012
| Land                | Artiest                | Album                |
| ------------------- | ---------------------- | -------------------- |
| Oostenrijk          | Elektro Guzzi          | Elektro Guzzi        |
| België              | Selah Sue              | Selah Sue            |
| Denemarken          | Agnes Obel             | Philharmonics        |
| Frankrijk           | Ben l'Oncle Soul       | Soulman              |
| Duitsland           | BOY                    | Mutual Friends       |
| Ierland             | James Vincent McMorrow | Early in the Morning |
| Nederland           | Afrojack               | Lost and Found       |
| Roemenië            | Alexandra Stan         | Saxobeats            |
| Zweden              | Swedish House Mafia    | Until One            |
| Verenigd Koninkrijk | Anna Calvi             | Anna Calvi           |

Winnaar Public Choice Award: Selah Sue

### 2011
| Land       | Artiest        | Album                                |
| ---------- | -------------- | ------------------------------------ |
| Denemarken | Aura Dione     | Columbine                            |
| Duitsland  | The Baseballs  | Strike                               |
| Frankrijk  | Zaz            | ZAZ                                  |
| Noorwegen  | Donkeyboy      | Caught                               |
| Roemenië   | Inna           | Hot                                  |
| Oostenrijk | Saint Lu       | Saint Lu                             |
| Engeland   | Mumford & Sons | Sigh No More                         |
| Zweden     | Miike Snow     | Miike Snow                           |
| Nederland  | Caro Emerald   | Deleted Scenes From The Cutting Room |
| België     | Stromae        | Cheese                               |

Winnaar Public Choice Award: The Baseballs

### 2010
| Land       | Artiest            | Album               |
| ---------- | ------------------ | ------------------- |
| België     | Milow              | Milow               |
| Engeland   | Charlie Winston    | Hobo                |
| Duitsland  | Peter Fox          | Stadtaffe           |
| Oostenrijk | Soap&Skin          | Lovetune for Vacuum |
| Estland    | Kerli              | Love Is Dead        |
| Zweden     | Jenny Wilson       | Hardships           |
| Portugal   | Buraka Som Sistema | Black Diamond       |
| Frankrijk  | Sliimy             | Paint Your Face     |
| Nederland  | Esmée Denters      | Outta Here          |
| Italië     | Giusy Ferreri      | Gaetana             |

Winnaar Public Choice Award: Milow

### 2009
| Land       | Artiest        | Album                                  |
| ---------- | -------------- | -------------------------------------- |
| Frankrijk  | AaRON          | Artificial Animals Riding on Neverland |
| Engeland   | Adele          | 19                                     |
| Denemarken | Alphabeat      | Alphabeat                              |
| Duitsland  | Cinema Bizarre | Final Attraction                       |
| Frankrijk  | The Dø         | A Mouthfull                            |
| Nederland  | Kraak & Smaak  | Boogie Angst                           |
| Denemarken | Ida Corr       | One                                    |
| Zweden     | Lykke Li       | Youth Novels                           |
| Ierland    | The Script     | The Script                             |
| Engeland   | The Ting Tings | We Started Nothing                     |

### 2008
| Land       | Artiest            | Album                              |
| ---------- | ------------------ | ---------------------------------- |
| België     | Reborn             | Fools Rush In                      |
| Denemarken | Dúné               | We are in there, you are out there |
| Finland    | Sunrise Avenue     | On The Way To Wonderland           |
| Frankrijk  | Ayo                | Joyful                             |
| Duitsland  | Cascada            | Everytime We Touch                 |
| Ierland    | Dolores O'Riordan  | Are You Listening?                 |
| Polen      | Hemp Gru           | Klucz                              |
| Spanje     | Miguel Ángel Muñoz | M.A.M.                             |
| Zweden     | Basshunter         | LOL <(^^,)>                        |
| Engeland   | The Fratellis      | Costello Music                     |

### 2007
| Land        | Artiest            | Album                |
| ----------- | ------------------ | -------------------- |
| België      | Gabriel Ríos       | Ghostboy             |
| Duitsland   | Tokio Hotel        | Schrei               |
| Frankrijk   | Ilona Mitrecey     | Un monde parfait     |
| Griekenland | Elena Paparizou    | My Number One        |
| Engeland    | Corinne Bailey Rae | Corinne Bailey Rae   |
| Ierland     | Celtic Woman       | Celtic Woman         |
| Italië      | Vittorio Grigolo   | In the Hands of Love |
| Polen       | Blog 27            | Lol                  |
| Zweden      | José González      | Veneer               |
| Spanje      | Beatriz Luengo     | Beatriz Luengo       |

### 2006
| Land       | Artiest             | Album                |
| ---------- | ------------------- | -------------------- |
| België     | Sam Bettens         | Scream               |
| Denemarken | Hush                | A Lifetime           |
| Duitsland  | juli                | Es ist juli          |
| Frankrijk  | Amel Bent           | Un jour d'été        |
| Engeland   | KT Tunstall         | Eye to the Telescope |
| Ierland    | HAL                 | Hal                  |
| Zweden     | Arash               | Boro Boro            |
| Spanje     | Bebe                | Pafuera Telanaras    |
| Hongarije  | Heaven Street Seven | Get Out And Walk!    |

### 2005
| Land       | Artiest         | Album                        |
| ---------- | --------------- | ---------------------------- |
| Denemarken | The Raveonettes | Chain gang of love           |
| Duitsland  | Wir sind Helden | Die Reklamation              |
| Finland    | Redrama         | Every Day Soundtrack         |
| Frankrijk  | Corneille       | Parce que l'on vient de loin |
| Engeland   | Katie Melua     | Call Off the Search          |
| Ierland    | Damien Rice     | O                            |
| Italië     | Benny Benassi   | Hypnotica                    |
| Polen      | Myslovitz       | Korova Milky Bar             |
| Zweden     | Ana Johnsson    | The Way I Am                 |

### 2004
| Land       | Artiest       | Album                |
| ---------- | ------------- | -------------------- |
| België     | Lasgo         | Some Things          |
| Denemarken | Saybia        | The Second You Sleep |
| Duitsland  | Masterplan    | Masterplan           |
| Frankrijk  | Carla Bruni   | Quelqu'un m'a dit    |
| Engeland   | The Darkness  | Permission To Land   |
| Ierland    | The Thrills   | So Much For The City |
| Italië     | Tiziano Ferro | Rosso Relativo       |
| Portugal   | Mariza        | Fado Em Mim          |
| Spanje     | Las Ketchup   | Hijas del Tomate     |